# Kopalnia węgla kamiennego im. O.F. Zasiadki

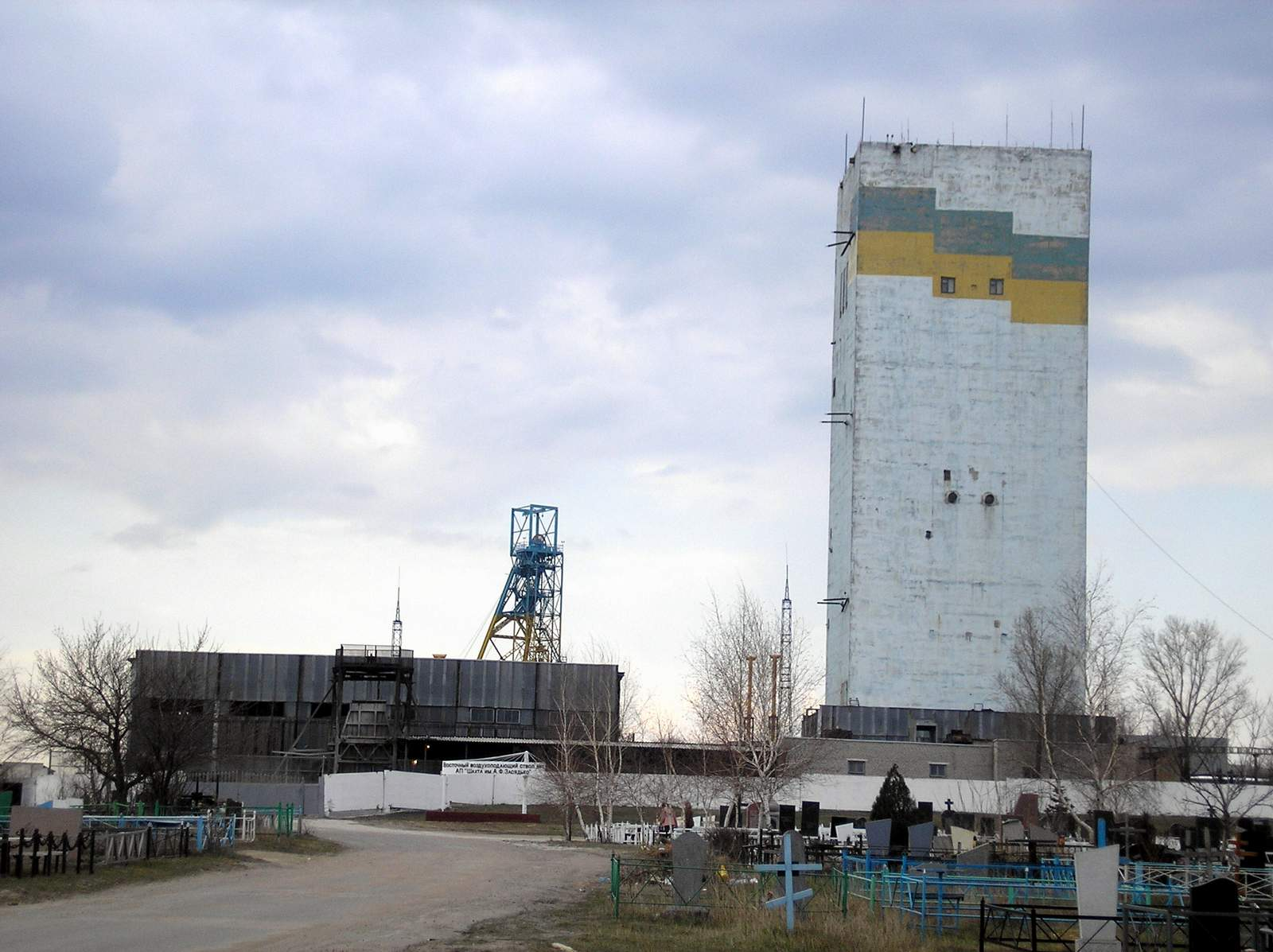
Wschodnie nadszybie kopalni węgla kamiennego im. Zasiadki

Kopalnia im. Aleksandra Fiodorowicza Zasiadki – kopalnia węgla kamiennego, znajdująca się w Doniecku na Ukrainie, jedna z najbardziej niebezpiecznych kopalni na świecie. W latach 1999-2015 życie straciło tam 273 górników. Nazwana została na cześć działacza komunistycznego, ministra górnictwa ZSRR – Ołeksandra Zasiadki.

## Historia
Budowa kopalni została ukończona w 1958, według projektu instytutu "Piwdendniproszacht", z projektowanym wydobyciem 1,2 mln ton węgla na rok, jednak przez ponad 20 lat nie osiągnięto tego wyniku. Po raz pierwszy miesięczny plan wydobycia osiągnięto w roku 1979. W roku 1985 kopalnia otrzymała Order Lenina. Po połączeniu z sąsiednimi: Kopalnią im. Feliksa Kona i Kopalnią nr 8 "Wietka", jej wydobycie wzrosło do 1,5 mln ton.
W latach 90. kopalnia została sprywatyzowana, a 83,5% jej akcji trafiło w ręce Juchyma Zwiahilskiego, przewodniczącego rady nadzorczej oraz wieloletniego deputowanego Rady Najwyższej, reprezentującego Partię Regionów, której liderem był były premier Wiktor Janukowycz. Pozostałe 16,5% udziałów pozostało własnością Skarbu Państwa. W grudniu 1992 kopalnia została włączona do zjednoczenia WO "Donieckwuhillja" i włączona wraz z nim do Funduszu "Derżmajno Ukrainy".
W 1999 węgiel typu "Ż" wydobywano z 5 pokładów o wysokości 0,85 do 2 m, Były to pokłady niebezpieczne, z dużą zawartością metanu i pyłu węglowego, z wyrzutami węgla.
W okresie 2000–2014 kopalnia należała do najbardziej dochodowych na Ukrainie – na przykład w 2013 roku wygenerowała zysk w wysokości 100 milionów dolarów.. 
W 2003 wydobyto w kopalni 4 mln ton węgla. Stosowano 6 kombajnów węglowych, prace wydobywcze były prowadzone w pokładach o głębokościach 529, 802, 1078, 1270 metrów.
W kwietniu 2014 roku rozpoczęła się rosyjska agresja militarna w Donbasie , a kopalnia znalazła się na obszarze kontrolowanym przez separatystów. Nowe władze również nie zapewniły bezpieczeństwa górnikom, co doprowadziło 4 marca 2015 roku do wybuchu metanu na głębokości 1230 metrów, w wyniku którego zginęły 33 osoby. Ze względu na częste ostrzały Doniecka i okolic przez separatystów oraz ukraińskie siły, kopalnia wielokrotnie znajdowała się na linii ognia, a setki górników przez wiele godzin nie mogły wydostać się na powierzchnię.
W 2015 roku rosyjskie władze przejęły kopalnię na własność. Od tego czasu niewiele wiadomo o jej działalności, choć według komunikatów na stronie przedsiębiorstwa, działa ona pełną parą.

## Bezpieczeństwo
Kopalnia, mimo że jest jedną z nowocześniejszych na Ukrainie, jest bardzo niebezpieczna. Wiąże się to z eksploatacją węgla na dużych głębokościach, znacznie podwyższoną zawartością metanu w złożach, oraz pogonią za zyskiem zarządu kopalni. Za tym idzie wyłączenie czujników metanowych, oraz brak przerw na wentylację chodników i wyrobisk.
W kopalni zdarzyło się już wiele wypadków i katastrof. Do największych należały te w maju 1999, sierpniu 2001, czerwcu 2002, wrześniu 2006, listopadzie 2007 i marcu 2015.